# Iris Strubegger
 (avril 2024).
Iris Strubegger est une mannequin autrichienne, née le 21 juillet 1984 à Schwarzach im Pongau. Elle est de nationalité allemande.

## Biographie
En 2001 à 17 ans, elle part à New York pour commencer un échange de programme étudiant de trois mois.
En marchant dans les rues de New York, Strubegger est découverte par un agent.
Ses mensurations sont de 32-24-34[source insuffisante] et elle a signé avec l'agence de mannequinat Elite Model Management. Sa première expérience avec le mannequinat était de marcher dans la fugue[Quoi ?]. Son premier show était pour Calvin Klein.
En janvier 2003, elle devient l'image publicitaire de Armani Collezion[source secondaire souhaitée].
Elle apparait dans les magazines I-D et The Face.
Mais plus tard dans l'année, elle a décidé de quitter l'industrie de la mode pour étudier la télévision digitale[pas clair] à FH Salzburg[source secondaire souhaitée].
En 2007, Strubegger retourne vers le mannequinat,[source insuffisante]. Elle signe avec Women Management à Paris et à Milan, ainsi que Supreme à Paris.
Elle a fait partie de campagnes pour Balenciaga, Givenchy et Vogue France.
Elle se marie en 2011 avec Wolfgang Rottensteiner.
Un article de Die Presse de début 2019 annonce que Vogue la considère comme l'une des beautés les plus importantes du 21e siècle.